# Melicina Stanjuta
Melicina Dzmitryeŭna Stanjuta, spesso chiamata in ambito internazionale Melitina Staniouta (in bielorusso Меліціна Дзмітрыеўна Станюта?; Minsk, 15 novembre 1993), è un'ex ginnasta bielorussa.

## Biografia
Pronipote della famosa attrice Stephanie, Melicina Stanjuta ha cominciato a praticare la ginnastica ritmica all'età di tre anni quando, casualmente notata per strada da un'allenatrice mentre era in compagnia della madre, fu invitata a frequentare la vicina palestra. Nel 2005 ha iniziato ad allenarsi con l'ex campionessa Larissa Loukianenko fino ad essere inclusa nella nazionale bielorussa.
Nel 2007 è arrivato il suo primo successo internazionale, a livello giovanile, con la vittoria della medaglia di bronzo nella gara a squadre dei 5 nastri ai campionati europei di Baku 2007. L'anno dopo, ai successivi europei, ha vinto tre argenti rispettivamente nella gara a squadre, nel nastro e nella fune.
Il 2009 è stato l'anno del suo debutto da senior, inaugurato con la vittoria di una medaglia d'argento e un'altra di bronzo ai mondiali di Mie 2009. In seguito la Stanjuta si confermerà ai massimi livelli mondiali e prenderà parte alle Olimpiadi di Londra 2012, dove giungerà dodicesima nella fase di qualificazione non riuscendo ad accedere alla fase finale del concorso generale. Si rifarà ai Giochi mondiali di Cali 2013 vincendo due medaglie d'oro (palla e clavette) e un argento (cerchio); lo stesso anno ha anche partecipato alle Universiadi vincendo l'argento nel cerchio.
Nel 2014 Melicina Stanjuta si è laureata vicecampionessa europea nel concorso individuale; l'anno successivo, durante i campionati europei "casalinghi" di Minsk 2015, la ginnasta bielorussa è salita sul podio in tutte le specialità vincendo complessivamente tre argenti e due bronzi.
Ha partecipato anche ai I Giochi europei di Baku 2015 confermando l'argento nel cerchio, oltre a vincere tre bronzi nell'all-around, nella palla e nelle clavette. Alle successive Universiadi di Gwangju 2015 ha conquistato l'oro nel nastro, una medaglia d'argento nelle clavette e due bronzi (all-around e cerchio).
Nuovamente medaglia d'argento nella gara a squadre ai mondiali di Stoccarda 2015, ha anche confermato il terzo posto nella palla ed ha pure conquistato il bronzo nel concorso generale. Ha preso parte alle Olimpiadi di Rio de Janeiro 2016 terminando il concorso individuale al quinto posto, facendo registrare una doppia caduta di attrezzo durante la terza rotazione alle clavette.
Terminati i Giochi olimpici, il 22 dicembre 2016 ha annunciato il suo ritiro dalla ginnastica ritmica.

## Palmarès
- Campionati mondiali di ginnastica ritmica

Mie 2009: argento nella gara a squadre, bronzo nel cerchio.
Mosca 2010: argento nella gara a squadre; bronzo nella fune e nell'all-around.
Montpellier 2011: argento nella gara a squadre.
Kiev 2013: bronzo nella palla, nel nastro e nell'all-around.
Smirne 2014: argento nella gara a squadre, bronzo nella palla.
Stoccarda 2015: argento nella gara a squadre, bronzo nella palla e nell'all-around.
- Campionati europei di ginnastica ritmica

Baku 2007: bronzo nella gara a squadre (5 nastri junior).
Torino 2008: argento nella fune, nel nastro e nella gara a squadre (junior).
Minsk 2011: argento nella gara a squadre.
Vienna 2013: bronzo nel cerchio, nelle clavette e nella gara a squadre.
Baku 2014: argento nell'all-around.
Minsk 2015: argento nel cerchio, nel nastro e nella gara a squadre; bronzo nelle clavette e nella palla.
- Giochi mondiali

Kaohsiung 2009: bronzo nella palla.
Cali 2013: oro nelle clavette e nella palla, argento nel cerchio.
- Giochi europei

Baku 2015: argento nel cerchio; bronzo nell'all-around, nella palla e nelle clavette.
- Universiadi

Kazan' 2013: argento nel cerchio.
Gwangju 2015: oro nel nastro, argento nelle clavette, bronzo nella gara all-around e nel cerchio.